# Chamaesomatidae
Chamaesomatidae é uma família de milípedes pertencente à ordem Chordeumatida.
Géneros:
- Asturasoma Mauriès, 1982
- Chamaesoma Ribaut & Verhoeff, 1913
- Krauseuma Mauriès & Barraqueta, 1985
- Marboreuma Mauriès, 1988
- Meinerteuma Mauriès, 1982
- Speudosoma Ribaut, 1927
- Xystrosoma Ribaut, 1927